# 蒙莱拉斯
蒙莱拉斯，是西班牙卡斯蒂利亚-莱昂萨拉曼卡省的一个市镇。 总面积33平方公里，总人口275人（2001年），人口密度8人/平方公里。